# 103-тя ракетна бригада (РФ)
103-тя ракетна Червонопрапорна Орденів Кутузова і Богдана Хмельницького бригада (103 рбр, в/ч 47130) —  військове з'єднання ракетних військ у складі 36-ї загальновійськової армії у Східному військовому окрузі Росії.

## Історія
У 1992 році ракетна бригада 57-го армійського корпусу Забайкальського військового округу ввійшла до складу збройних сил рф.
У 1994 році ракетна бригада була переозброєна на більш сучасний високоточний ракетний комплекс 9К79 «Точка-У».
Бригада розгорнута у місті Улан-Уде — 4 (поштовий індекс 670004) Бурятії. Координати містечка: 51°54′25″ пн. ш. 107°33′19″ сх. д. / 51.90694° пн. ш. 107.55528° сх. д.. Бригада користується полігоном Дивізіонний біля Улан-Уде.

### Війна проти України
За даними розслідувачів з Conflict Intelligence Team, на відео, що з'явилися в соцмережах 11 і 13 січня 2022 року та були зняті на Уралі та Далекому Сході, присутні пускові установки, транспортно-заряджальні машини і ракети комплексу «Іскандер». Залізничні склади на відео виїхали з Улан-Уде і Біробіджану, неподалік від яких відповідно дислокуються 103-тя і 107-та ракетні бригади на захід Росії. Про перекидання 107-ї ракетної бригади «в Україну» також згадується в коментарях до одного з відео з військовою технікою.
Протягом січня та лютого 2022 року складі 36-та загальновійськова армії 103-тя рбр брала участь у спільних навчаннях Союзна рішучість-2022 на території Республіки Білорусь. Надалі з 24 лютого 2022 року брала участь у російському вторгнення в Україну.

## Озброєння
З 1994 року на озброєнні перебували ракетні комплекси 9К79-1 «Точка-У».
З 2015 року переозброєна на нові комплекси «Іскандер-М».
У 2023 році частина комплексів «Іскандер-М» була передана до 465-ї рбр Збройних сили Білорусі.